# Água de Beber
«Água de Beber»  es una canción de bossa nova de 1961 con letra de Vinicius de Moraes y música de Antonio Carlos Jobim.

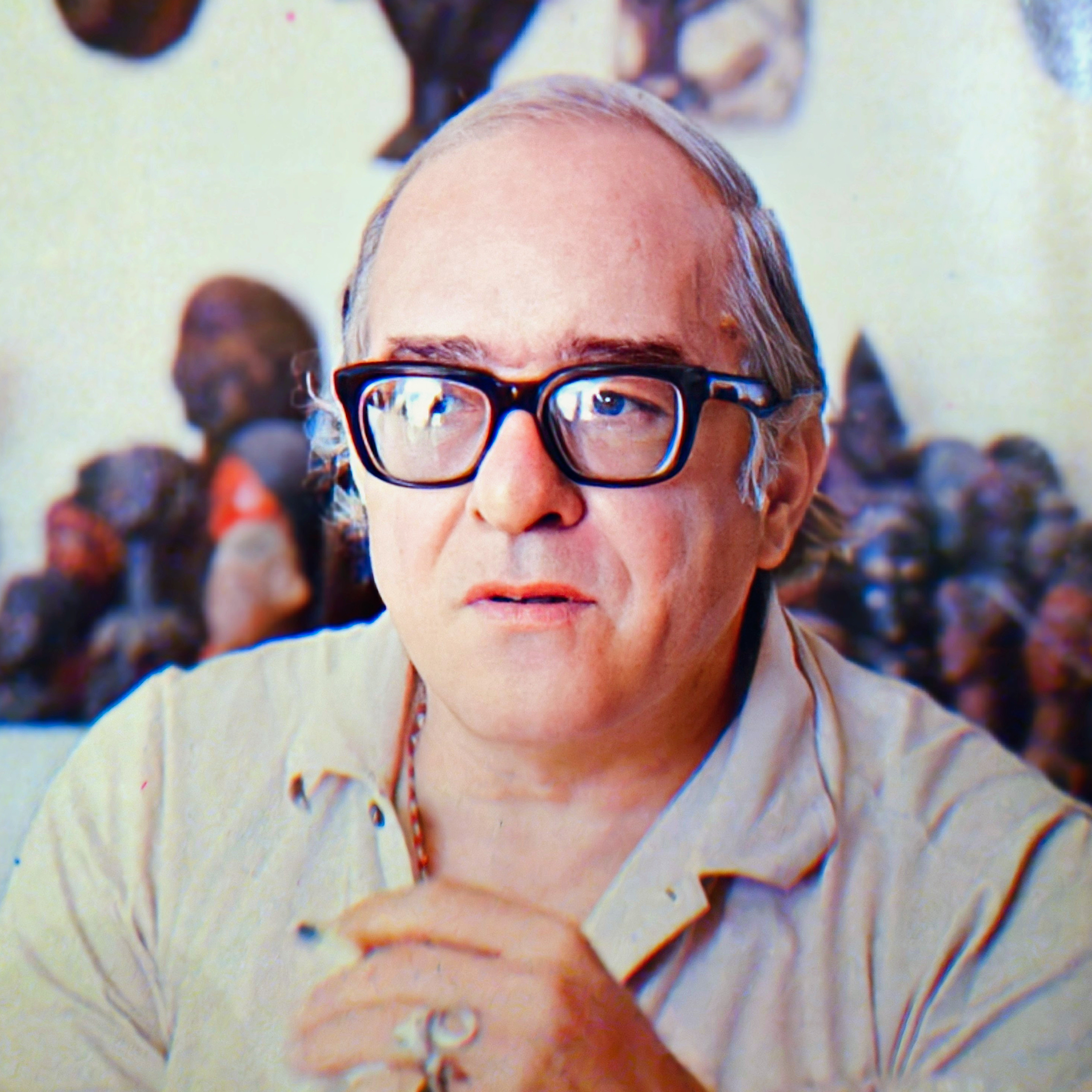
Vinicius de Moraes, autor de la letra de la canción, en 1970.

## Algunos intérpretes
| - Vinicius de Moraes, 1961 - Antonio Carlos Jobim, 1963 - Astrud Gilberto, 1965 - La Lupe con Tito Puente, 1965 - Sérgio Mendes, 1966 - Frank Sinatra, 1967 - Juan García Esquivel, 1967 | - Ella Fitzgerald, 1971 - Al Jarreau, 1976 - Joseph Portes, 1988 - Lee Ritenour, 1997 - Charlie Byrd, 1999 - Sophie Milman, 2004 - Meja, 2004 |